# Ahelo
Ahelo (est. Ahelo, Ahli jõgi) – rzeka we południowej Estonii. Wpada do rzeki Mustjõgi w okolicy wsi Taheva. Ma długość 18,9 km i powierzchnię dorzecza 67,3 km². Przepływa przez jezioro Suur Pehmejärv.